# Michał Alfred Godlewski

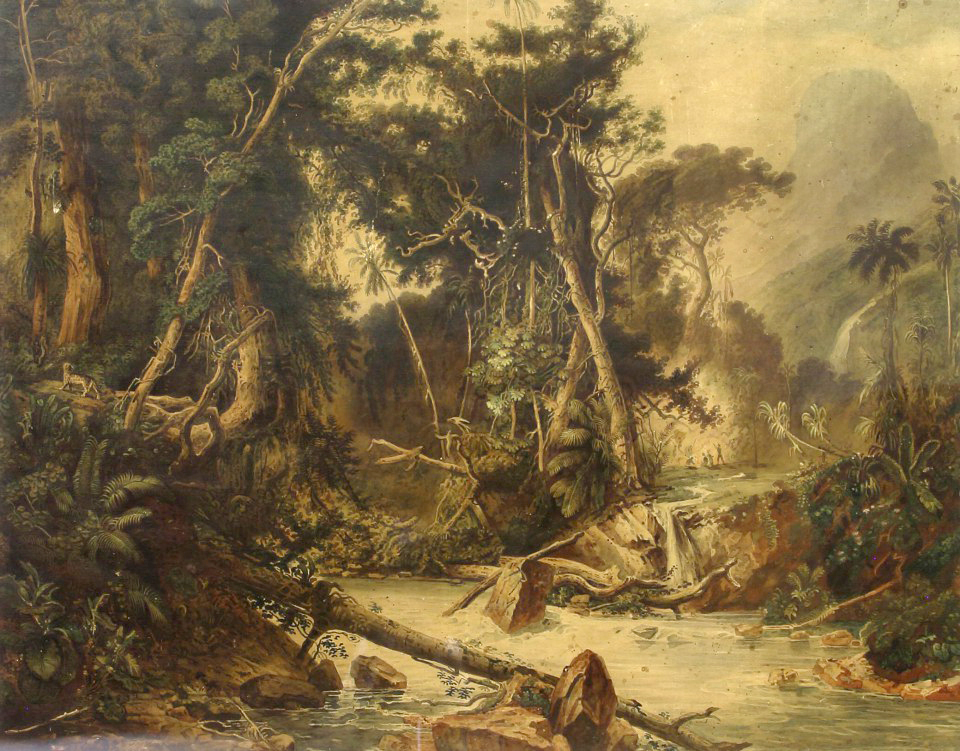
Pejzaż egzotyczny z panterą

Michał Alfred Godlewski (ur. 20 czerwca 1838 we Lwowie, zm. 14 grudnia 1918 w Wiedniu) – polski malarz, czynny m.in. w Pradze i Wiedniu.
Uczył się początkowo u swojego ojca, malarza amatora Michała Godlewskiego (1799-1875). Uczęszczał do szkoły realnej, gdzie został pomocnikiem nauczyciela rysunków.
Od roku 1858 dzięki stypendium austriackiego Ministerstwa Oświaty studiował w wiedeńskiej Akademii Sztuk Pięknych u Carla Wurzingera i Carla Josepha Geigera.
W roku 1860 przebywał w Zombor  w południowych Węgrzech, w roku 1861 w Monachium. Studia kontynuował w Paryżu w latach 1862-1864 u Emila Signola.
Od roku 1868 był profesorem Akademii Sztuk Pięknych w Pradze, potem w Czerniowcach.
W roku 1871 został rzeczywistym członkiem zagranicznym monachijskiego stowarzyszenia artystów (Künstlerverein). Wystawiał m.in. w Krakowie w roku 1872 w Towarzystwie Przyjaciół Sztuk Pięknych.
Posługiwał się techniką olejną oraz akwarelą. Malował portrety, kompozycje religijne, sceny rodzajowe oraz pejzaże.
W roku 1894 założył w Wiedniu własną szkołę rysunków. Jego prace znajdują się m.in. w zbiorach Lwowskiej Galerii Sztuki

## Literatura
- Polski Słownik Biograficzny t. 8 s. 181 GODLEWSKI Michał Alfred (1838-1918) malarz
- Słownik artystów polskich t. II 1975